# ترلان احمدلی
ترلان احمدلی (ترکی آذربایجانی: Tərlan Əhmədli؛ زادهٔ ۲۱ نوامبر ۱۹۹۴) بازیکن فوتبال اهل جمهوری آذربایجان است.
از باشگاه‌هایی که در آن بازی کرده‌است می‌توان به باشگاه فوتبال سومقاییت و باشگاه فوتبال خزر لنکران اشاره کرد.
وی همچنین در تیم ملی فوتبال زیر ۲۱ سال جمهوری آذربایجان بازی کرده‌است.